# 舍夫琴科韋 (茲胡里夫卡市鎮)
50°25′42″N 31°49′44″E / 50.42833°N 31.82889°E
舍夫琴科韋（烏克蘭語：Шевченкове）是位於烏克蘭北部的村莊，由基辅州布羅瓦里區的茲胡里夫卡市鎮負責管轄。該村始建於1922年，面積1.49平方公里，海拔高度128米，2001年人口264，人口密度每平方公里177.3人。